# 克利夫顿 (尤宁岛)

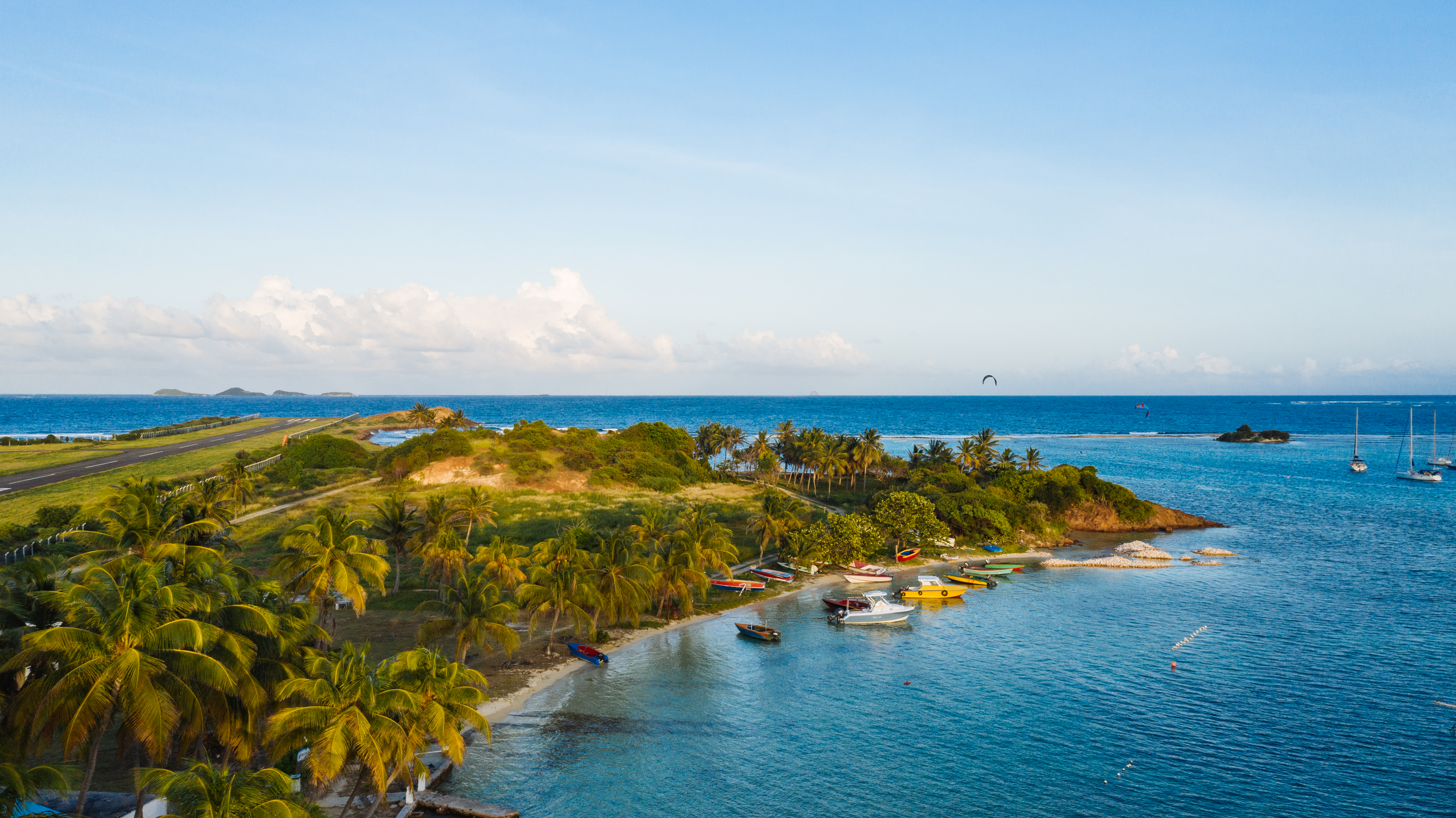
Areal view of a beach on Union Island near Clifton with the Union Island Airport in the background.

克利夫顿（英語：Clifton）是加勒比海岛国圣文森特和格林纳丁斯格林纳丁斯群岛岛链上尤宁岛中的一座城镇，属于格林纳丁斯区的一部分，位于该岛东南海岸。

## 交通
克利夫顿服务于尤宁岛机场。